# Spider-Woman

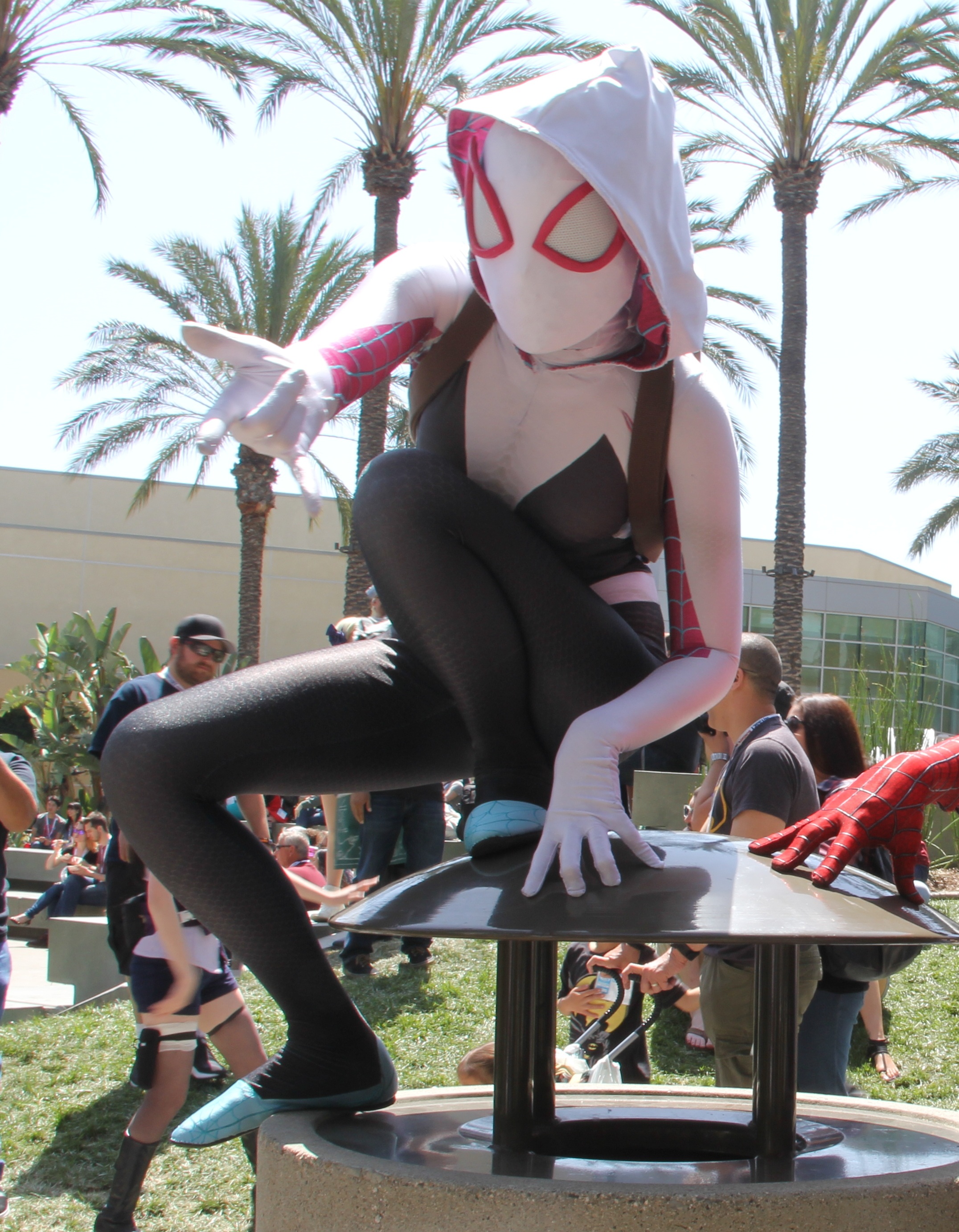
Spider-Woman (Gwen Stacy)

Spider-Woman är namnet på ett flertal kvinnliga figurer i Marvels serieuniversum. Den första, Jessica Drew, debuterade 1977 i Marvel Spotlight vol 1 #32. Figuren är en av flera som skapades vid tiden på initiativ av Stan Lee för att säkra Marvels varumärken från intrång då anspelningar på populära Marvelfigurer som Spider-Man och Hulken började dyka upp inom populärkulturen. Namnet har nyttjats av ett flertal figurer inom såväl Marvels ordinarie som alternativa kronologier.